# Joyce Jameson
Joyce Jameson (Chicago, 26 settembre 1927 – Burbank, 16 gennaio 1987) è stata un'attrice statunitense, attiva in campo teatrale, televisivo e cinematografico.

## Biografia
Nata e cresciuta a Chicago, Joyce Jameson studiò all'Università della California. Dopo piccoli ruoli al cinema e in televisione, debuttò a Broadway nel 1959, con il musical The Billy Barnes Revue, a cui seguirono Venus at Large (1961) e The Billy Barnes People (1961). Successivamente recitò anche in altre serie TV, tra cui Here's Lucy, Agenzia Rockford, Barney Miller, Baretta e Professione pericoloso.

## Vita privata
Sposata con Billy Barnes, da cui nel 1953 ebbe un figlio, Tyler Barnes, in seguito ebbe una lunga relazione con Robert Vaughn, suo collega nella serie Organizzazione U.N.C.L.E.. Si suicidò per overdose nel 1987.

## Filmografia parziale

### Cinema
- Show Boat, regia di George Sidney (1951)
- La donna del gangster (The Strip), regia di László Kardos (1951)
- Il figlio del Dottor Jekyll (The Son of Dr. Jekyll), regia di Seymour Friedman (1951)
- Phffft... e l'amore si sgonfia (Phffft!), regia di Mark Robson (1954)
- Crime Against Joe, regia di Lee Sholem (1956)
- Web il coraggioso (Tension at Table Rock), regia di Charles Marquis Warren (1956)
- Contrabbando sul Mediterraneo (Tip on a Dead Jockey), regia di Richard Thorpe (1957)
- L'appartamento (The Apartment), regia di Billy Wilder (1960)
- I racconti del terrore (Tales of Terror), regia di Roger Corman (1962)
- Il balcone (The Balcony), regia di Joseph Strick (1963)
- Il clan del terrore (The Comedy of Terrors), regia di Jacques Tourneur (1963)
- Scusa, me lo presti tuo marito? (Good Neighbor Sam), regia di David Swift (1964)
- Frankie e Johnny (Frankie and Johnny), regia di Frederick de Cordova (1966)
- Un bikini per Didi (Boy, Did I Get a Wrong Number!), regia di George Marshall (1966)
- I sei della grande rapina (The Split), regia di Gordon Flemyng (1968)
- Anno 2000 - La corsa della morte (Death Race 2000), regia di Paul Bartel (1975)
- Il texano dagli occhi di ghiaccio (The Outlaw Josey Wales), regia di Clint Eastwood (1976)
- Filo da torcere (Every Which Way but Loose), regia di James Fargo (1978)
- I miei problemi con le donne (The Man Who Loved Women), regia di Blake Edwards (1983)

### Televisione
- Gianni e Pinotto (The Abbott and Costello Show) – serie TV, episodio 1x05 (1953)
- Crossroads – serie TV, episodio 1x11 (1955)
- Crusader – serie TV, episodio 2x01 (1956)
- Scienza e fantasia (Science Fiction Theatre) – serie TV, episodio 2x31 (1956)
- The Court of Last Resort – serie TV, episodio 1x03 (1957)
- General Electric Theater – serie TV, episodi 5x29-7x01-8x30 (1957-1960)
- Yancy Derringer – serie TV, episodio 1x33 (1959)
- Scacco matto (Checkmate) – serie TV, episodio 1x12 (1960)
- Ispettore Dante (Dante) – serie TV, episodio 1x09 (1960)
- Lock-Up – serie TV, episodio 2x30 (1961)
- Carovana (Stagecoach West) – serie TV, episodio 1x14 (1961)
- Outlaws – serie TV, episodio 2x13 (1962)
- The Dick Powell Show – serie TV, episodio 2x30 (1963)
- Vacation Playhouse – serie TV, episodio 2x02 (1964)
- La legge di Burke (Burke's Law) – serie TV, episodio 1x15 (1964)
- Il virginiano (The Virginian) – serie TV, episodio 8x01 (1969)